# علی بن حسین (شاهزاده اردنی)
علی بن حسین (عربی: الأمیر علی بن الحسین؛ زادهٔ ۲۳ دسامبر ۱۹۷۵)، سومین پسر ملک حسین پادشاه سابق اردن و دومین فرزند او از ملکه علیا الحسین، زن سومش است. امیر علی آن طور که ادعا می‌شود، نسل چهل و سوم محمد، پیامبر اسلام است. وی از سال ۱۹۹۹، ریاست فدراسیون فوتبال اردن را بر عهده دارد. او از ۶ ژانویهٔ ۲۰۱۱، نایب رئیس فیفا برای آسیا بوده‌است.

## زندگی‌نامه
علی در ۲۳ دسامبر ۱۹۷۵ در امان پایتخت اردن به دنیا آمد. دو ساله بود که مادرش علیاء بهاء الدین طوقان همسر سوم ملک حسین در حادثه سقوط هلیکوپتر کشته شد. علی پس از تحصیلات مقدماتی که در کالج اسلامی امان انجام داد، به مدرسه خصوصی پسرانه سالیسبری در کنتیکت، آمریکا رفت. به دنبال آن در مدرسه نظامی سلطنتی سندهرست بریتانیا ادامه تحصیل داد.
وی برنده جایزه لژیون دونور فرانسه شده‌است.

## زندگی شخصی
علی در سال ۲۰۰۴ با ریم علی، خبرنگار سابق سی‌ان‌ان ازدواج کرد. وی که در فرانسه و آمریکا تحصیل کرده، دختر اخضر ابراهیمی، وزیر امور خارجه سابق و دیپلمات الجزایری است. آنها دارای دو فرزند به نام‌های جلیله و عبدالله هستند.